# Triệu Lệ Dĩnh
Triệu Lệ Dĩnh (giản thể: 赵丽颖; phồn thể: 趙麗穎; bính âm: Zhào Lìyǐng; sinh ngày 16 tháng 10 năm 1987) là nữ diễn viên người Trung Quốc.

## Tiểu sử

### 2006-2012: Khởi đầu sự nghiệp
Năm 2006, Triệu Lệ Dĩnh tham gia Trò chơi Ngôi sao tìm kiếm của Yahoo và trở thành người chiến thắng cuối cùng. Sau đó, cô ký hợp đồng với Hoa Nghị Huynh Đệ như một tài năng mới. Năm 2007, Dĩnh lần đầu tiên tham gia diễn xuất trong bộ phim truyền hình gia đình "Đám cưới vàng" của đạo diễn Trịnh Hiểu Long.
Năm 2009, Lệ Dĩnh đảm nhận vai diễn phim cổ trang đầu tiên của cô trong Thương Khung Chi Mão. Bộ phim được phát sóng trên kênh NHK của Nhật Bản và nhận được sự hoan nghênh của giới phê bình. Triệu Lệ Dĩnh nhận được giải thưởng Nữ diễn viên được yêu thích nhất tại Chinese Creative Short Video Awards.
Năm 2010, lần đầu tiên bắt đầu nhận được sự công nhận của khán giả đại lục sau khi đóng vai chính trong Tân Hồng Lâu Mộng, dựa trên tiểu thuyết cùng tên của Tào Tuyết Cần. Năm 2011, sự nổi tiếng của Dĩnh tăng lên sau vai diễn Công chúa Tình Nhi trong "Tân Hoàn Châu Cách Cách".
Năm 2012, cô đóng vai nữ chính lần đầu tiên trong phim Se nhầm nhân duyên/Thác điểm uyên ương.

### 2013-2015: Sự nghiệp đột phá của nàng tiểu hoa đán
Năm 2013, Triệu Lệ Dĩnh đóng vai chính trong bộ phim cổ trang "Lục Trinh Truyền Kỳ", mô tả một cô gái bình thường cố gắng vươn lên trở thành nữ vương đầu tiên. Bộ phim đã thành công vang dội trong nước, và cả ở nước ngoài như Hàn Quốc và Nhật Bản, dẫn đến sự công nhận ngày càng tăng đối với Lệ Dĩnh trong khu vực. Triệu Lệ Dĩnh đã giành được một số giải thưởng dành cho người mới và sự nổi tiếng tại các lễ trao giải địa phương. Cùng năm, Dĩnh đóng vai chính trong bộ phim lãng mạn lịch sử "Cung Toả Trầm Hương". Trái ngược với hình ảnh ngoan hiền thường thấy, Triệu Lệ Dĩnh vào vai một công chúa mưu mô và độc ác trong phim.
Năm 2014, Dĩnh đóng vai chính trong bộ phim hài lãng mạn "Sam Sam Tới Rồi", dựa trên cuốn tiểu thuyết nổi tiếng cùng tên của Cố Mạn. Bộ phim đứng đầu xếp hạng trong khung thời gian của phát sóng ở Trung Quốc, và cũng giành được sự yêu thích cao ở nước ngoài. Triệu Lệ Dĩnh tiếp tục củng cố sự nổi tiếng của mình với một số bộ phim truyền hình được đánh giá cao vào năm 2014, bao gồm "Truy Ngư Truyền Kỳ" và "Bí Mật Của Người Vợ". Sự nổi tiếng tăng vọt của Lệ Dĩnh nhờ nhiều dự án diễn xuất thành công đã giúp cô được trao vương miện "Nữ Thần Kim Ưng" tại LHP truyền hình Kim Ưng lần thứ 10, nơi cô biểu diễn mở màn cho buổi lễ.
Năm 2015, Triệu Lệ Dĩnh đóng vai chính trong bộ phim tình cảm "Hoa Thiên Cốt". Bộ phim đã thành công rực rỡ ở Trung Quốc, đạt mức rating cao nhất là 3,89 và cũng trở thành bộ phim truyền hình Trung Quốc đầu tiên vượt qua 20 tỷ lượt xem trực tuyến. Thành công của bộ phim đã đưa sự nghiệp của Dĩnh lên một tầm cao mới. Triệu Lệ Dĩnh đã giành được nhiều giải thưởng cho vai diễn trong "Hoa Thiên Cốt", bao gồm cả Nữ diễn viên chính xuất sắc nhất tại Giải thưởng Golden Eagle của Truyền hình Trung Quốc lần thứ 28, cô còn giành Giải "Hoa sen vàng" Nữ diễn viên truyền hình xuất sắc nhất - LHP điện ảnh truyền hình quốc tế Macau lần thứ 6. Dĩnh cũng được đề cử tại Giải thưởng Magnolia cho Nữ diễn viên chính xuất sắc nhất trong phim truyền hình. Cùng năm, cô đóng vai chính trong bộ phim truyền hình nơi làm việc hiện đại "Cố Lên Thực Tập Sinh", và bộ phim truyền hình võ thuật "Thục Sơn Chiến Kỷ".

### 2016-nay: Độ phủ sóng vượt bậc
Năm 2016, Triệu Lệ Dĩnh vinh dự được đề cử Nữ diễn viên chính xuất sắc nhất của Giải Bạch Ngọc Lan lần thứ 22 (Liên hoan phim truyền hình Thượng Hải) với vai diễn Hoa Thiên Cốt trong phim Hoa Thiên Cốt. Ngày 23 tháng 9 năm 2016, Triệu Lệ Dĩnh chính thức trở thành Đại sứ Du lịch tỉnh Hà Bắc, quê nhà của cô. Ngoài ra cũng với vai diễn Hoa Thiên Cốt, Triệu Lệ Dĩnh trở thành "Nữ diễn viên được yêu thích nhất" ̣̣̣ tại Giải thưởng truyền hình Kim Ưng Trung Quốc lần thứ 28. Ngày 21 tháng 11 năm 2016 cô trở thành Phó Tổng tài công ty kỹ thuật khoa học Nhất Hạ.
Năm 2016, Dĩnh đóng vai chính trong bộ phim phiêu lưu hành động "Lão Cửu Môn", hoá thân một nữ thừa kế ngổ ngáo và kiêu kỳ. Bộ truyện đã thành công về mặt thương mại, thu về tổng cộng hơn 10 tỷ lượt xem. Zhao đã giành được giải thưởng Nữ diễn viên chính xuất sắc nhất tại Liên hoan phim và truyền hình Hengdian lần thứ 3 của Trung Quốc cho vai diễn của cô. Sau đó cô được chọn vào vai một trong hai nữ chính, Bích Dao trong "Thanh Vân Chí". Bộ phim có hơn 23 tỷ lượt xem trực tuyến, kỷ lục cao nhất mà một bộ phim truyền hình Trung Quốc nắm giữ tại thời điểm đó. Cùng năm, Lệ Dĩnh lần đầu tiên đóng vai chính phim chiến tranh, "Lam Yên Chi". VLinkage báo cáo rằng tính đến tháng 12 năm 2016, lượt xem các bộ phim truyền hình kết hợp của Dĩnh đã đạt hơn 110 tỷ lượt xem, đây là lượt xem nhiều nhất của một diễn viên Trung Quốc vào thời điểm hiện tại.
Năm 2017, Triệu Lệ Dĩnh đóng vai chính trong bộ phim do Hàn Hàn chỉ đạo, "Đạp gió rẽ sóng" cùng với Đặng Siêu và Bành Vu Yến. Cô đã giành được giải thưởng điện ảnh đầu tiên của mình, Nữ diễn viên được yêu thích nhất tại Liên hoan phim sinh viên Đại học Bắc Kinh, đồng thời Lệ Dĩnh cũng lọt vào danh sách đề cử Nữ diễn viên của năm 2017 do Hiệp hội đạo diễn điện ảnh Trung Quốc bình chọn cho vai Tiểu Hoa trong phim "Đạp Gió Rẽ Sóng". Sau đó, cô đóng vai chính trong bộ phim truyền hình cách mạng "Mật Chiến" cùng với Aaron Kwok, kể về hoạt động của các điệp viên ngầm của Đảng Cộng sản (CPC) hoạt động ở Thượng Hải vào những năm 1930 chống lại quân Nhật.
Lệ Dĩnh trở lại màn ảnh nhỏ với bộ phim cổ trang hành động "Sở Kiều Truyện" được chuyển thể từ tiểu thuyết Hoàng Phi Sở Đặc Công số 11 của tác giả Tiêu Tương Đông Nhi kể về một cô gái nô lệ vươn lên trở thành một nữ tướng quyền lực và trở thành bộ phim cổ trang được các bạn trẻ yêu thích, phim được phát sóng trên Đài Hồ Nam. "Sở Kiều Truyện" là một thành công thương mại ở cả trong nước và quốc tế, phim có rating cao nhất khung giờ khuya năm 2017 và xếp thứ 2 trong lịch sử khung giờ khuya ở Trung Quốc (sau Hoa Thiên Cốt). Phim kết thúc phát sóng với 42.9 tỷ lượt xem online (trong 58 ngày), thiết lập kỷ lục drama có lượt view cao nhất từ trước đến nay, drama đầu tiên cán mốc 30 tỷ lượt xem trong thời gian phát sóng với 48 tập, drama đầu tiên cán mốc 40 tỷ lượt xem trong thời gian phát sóng với 64 tập, và giữ kỷ lục là bộ phim truyền hình Trung Quốc được xem nhiều nhất vào thời điểm đó. Forbes Trung Quốc đã liệt kê Triệu Lệ Dĩnh vào danh sách 30 Under 30 Asia 2017 của họ, bao gồm 30 người dưới 30 tuổi có ảnh hưởng và đã tạo được hiệu quả đáng kể trong các lĩnh vực của họ.
Năm 2018, Triệu Lệ Dĩnh đóng vai chính trong bộ phim phiêu lưu giả tưởng "Tây Du Ký 3: Nữ Nhi Quốc", với vai nữ vương Nữ Nhi Quốc. Dĩnh sau đó đóng vai chính trong bộ phim lịch sử "Minh Lan Truyện" do Daylight Entertainment sản xuất. Bộ phim đã nhận được sự hoan nghênh của giới phê bình và đứng đầu về xếp hạng truyền hình với hơn 2% trong các tập cuối cùng của nó. Lệ Dĩnh được đề cử tại Giải thưởng Magnolia cho Nữ diễn viên chính xuất sắc nhất trong phim truyền hình dài tập lần thứ hai. Năm 2018, Triệu Lệ Dĩnh được chọn vào bảng Nhân vật (nữ diễn viên) của Lễ kỷ niệm 60 năm truyền hình Trung Quốc do Tổ chức xã hội phát hành điện ảnh truyền hình Trung Quốc liên hợp với Hội ủy Hội diễn viên Trung Quốc bình chọn, trở thành nữ diễn viên trẻ tuổi nhất trong số 66 người được chọn.
Tháng 9 năm 2019, Lệ Dĩnh đóng vai nữ chính Chu Phỉ trong bộ phim Hữu phỉ, chuyển thể từ tiểu thuyết cùng tên của Priest, hợp tác với nam diễn viên Vương Nhất Bác. Cùng năm, Triệu Lệ Dĩnh được đề cử Nữ diễn viên chính xuất sắc nhất của Giải Bạch Ngọc Lan lần thứ 22 (Liên hoan phim truyền hình Thượng Hải) với vai diễn Thịnh Minh Lan trong phim "Minh Lan Truyện".
Năm 2020, Triệu Lệ Dĩnh đạt giải "Nữ diễn viên được yêu thích nhất" tại Giải thưởng truyền hình Kim Ưng Trung Quốc lần thứ 30 và được đề cử giải "Nữ diên viên xuất sắc nhất"  tại Giải thưởng truyền hình Kim Ưng Trung Quốc lần thứ 30 (vai diễn Thịnh Minh Lan)

## Đời tư
Ngày 16 tháng 10 năm 2018, sinh nhật Triệu Lệ Dĩnh, cô và Phùng Thiệu Phong đăng Weibo công bố hai người đã đăng ký kết hôn.
Ngày 1 tháng 1 năm 2019, Thiệu Phong đăng weibo thông báo Lệ Dĩnh đã mang thai.
Ngày 8 tháng 3 năm 2019, Lệ Dĩnh hạ sinh một bé trai đầu, theo tiết lộ gần đây của Phùng Thiệu Phong trong một show truyền hình thì tên ở nhà của bé là Tưởng Tưởng.
Ngày 23 tháng 4 năm 2021, qua công ty quản lý, Triệu Lệ Dĩnh và Phùng Thiệu Phong cho biết đã chính thức ly hôn. Lệ Dĩnh, Thiệu Phong cho biết sẽ cùng gánh trách nhiệm nuôi con trai hai tuổi và mong khán giả không tung tin đồn thất thiệt, làm tổn thương con trai họ cũng như những người thân khác.

## Danh sách phim

### Phim truyền hình
| Năm  | Tựa tiếng Việt                                         | Tựa tiếng Trung          | Tựa tiếng Anh                           | Tên khác                                   | Vai diễn                           | Ghi Chú   |
| ---- | ------------------------------------------------------ | ------------------------ | --------------------------------------- | ------------------------------------------ | ---------------------------------- | --------- |
| 2006 | Thế Kỷ Bất Liễu Tình                                   | 世纪不了情               | Century Endless Love                    |                                            | Lâm San San                        | Vai phụ   |
| 2007 | Nam Việt Vương                                         | 南越王                   | King of Nanyue Kingdom                  |                                            | Tiểu Hoàng Hậu                     | Vai phụ   |
| 2007 | Đám Cưới Vàng                                          | 金婚                     | Golden Marriage                         | Kim Hôn                                    | Đồng Đa Đa (thời niên thiếu)       | Vai phụ   |
| 2008 | Xuân Đi Xuân Lại Về                                    | 春去春又回               | Spring Goes, Spring Comes               | Xuân Khứ Xuân Hữu Hồi                      | Nhậm Khiết Nhi                     | Vai phụ   |
| 2009 | Tỏa Thanh Thu                                          | 锁清秋                   | Love Tribulations / Four Women Conflict | Phận Hồng Nhan                             | Văn Nhạn                           | Vai phụ   |
| 2009 | Vợ Chồng                                               | 夫妻一场                 | A Husband and Wife                      | Nghĩa tình phu thê / Phu thê nhất trường   | Anh Tử (thời niên thiếu)           | Vai phụ   |
| 2009 | Thương Khung Chi Mão                                   | 苍穹之昴                 | The Firmament of The Pleiades           |                                            | Linh Nhi                           | Vai phụ   |
| 2010 | La Cổ Hạng                                             | 锣鼓巷                   | Luo Gu Xiang                            |                                            | Lý Thu Bình (thời niên thiếu)      | Vai phụ   |
| 2010 | Giai Kỳ Như Mộng                                       | 佳期如梦                 | The Girl in Blue                        | Chuyện Hẹn Hò                              | An An                              | Vai phụ   |
| 2010 | Tân Hồng Lâu Mộng                                      | 新红楼梦                 | The Dream of Red Mansions               |                                            | Hình Tụ Yên (thời niên thiếu)      | Vai phụ   |
| 2010 | Đại Nội Đê Thủ                                         | 大内低手                 | The Amateur Imperial Bodyguard          |                                            | Trần Hinh Nhi                      | Vai phụ   |
| 2011 | Tân Ngọc Quan Âm                                       | 新玉观音                 | Goddess of Mercy                        |                                            | A Tịnh                             | Vai phụ   |
| 2011 | Tân Hoàn Châu Cách Cách                                | 新还珠格格               | New My Fair Princess                    |                                            | Tình Nhi                           | Vai nữ 3  |
| 2011 | Mùa Thu Của Hạ Nghiên                                  | 夏妍的秋天               | Xia Yan's Autumn                        | Hạ Nghiên Đích Thu Thiên                   | Đường Tiểu Nhiên                   | Vai phụ   |
| 2012 | Nhật Ký Nam Nữ Cực Phẩm                                | 极品男女日记             | Ji Pin Nan Nu Ri Ji                     | Cực Phẩm Nam Nữ Nhật Ký                    | Sở Dương                           | Vai phụ   |
| 2012 | Cung Tỏa Châu Liêm                                     | 宫锁珠帘                 | Palace II                               |                                            | Bách Hợp                           | Khách mời |
| 2012 | Nhà Tôi Có Hỷ                                          | 我家有喜                 | Home, Sweet Home                        | Nhĩ Gia Hữu Hỷ                             | Diệp Lan                           |           |
| 2012 | Se Nhầm Nhân Duyên                                     | 错点鸳鸯                 | The Wrong Couple Peking Opera           | Thác Điểm Uyên Ương                        | Tô Quan Nhi / Dương Ý Liễu         | Vai chính |
| 2013 | Lục Trinh truyền kỳ                                    | 陆贞传奇                 | Legend of Lu Zhen                       |                                            | Lục Trinh                          | Vai chính |
| 2013 | Ta Tiền Nhiệm Là Cực Phẩm                              | 我的极品是前任           | Ex                                      | Ngã Đích Tiền Nhiệm Thị Cực Phẩm           | Lưu Ly                             | Khách mời |
| 2013 | Truy Ngư Truyền Kỳ                                     | 追鱼传奇                 | The Legend of Chasing Fish              |                                            | Hồng Lăng                          | Vai chính |
| 2014 | Bí Mật Của Người Vợ                                    | 妻子的秘密               | The Wife's Secret                       | Thê Tử Đích Bí Mật                         | Giang Bách Hợp                     | Vai chính |
| 2014 | Sam Sam Tới Rồi                                        | 杉杉来了                 | Boss & Me                               | Sam Sam Lai Liễu                           | Tiết Sam Sam                       | Vai chính |
| 2014 | Thần Điêu Đại Hiệp                                     | 神雕侠侣                 | The Romance of the Condor Heroes        |                                            | Mục Niệm Từ                        | Khách mời |
| 2015 | Hoa Thiên Cốt                                          | 花千骨                   | The Journey of Flower                   |                                            | Hoa Thiên Cốt                      | Vai chính |
| 2015 | Cố Lên Thực Tập Sinh                                   | 加油吧实习生             | Best Get Going                          | Gia Du Ba Thực Tập Sinh                    | Tống Noãn                          | Vai chính |
| 2015 | Vân Trung Ca                                           | 大汉情缘之云中歌         | Love Yunge from the Desert              | Đại Hán Tình Duyên Chi Vân Trung Ca        | Bách Hợp                           | Khách mời |
| 2015 | Hoa Thiên Cốt Ngoại Truyện                             | 花千骨2015               | The Journey of Flower 2015              | Hoa Thiên Cốt 2015                         | Hoa Thiên Cốt                      | Khách mời |
| 2015 | Thục Sơn Chiến Kỷ                                      | 蜀山战纪之剑侠传奇       | Legend of Zu Mountain                   | Thục Sơn Chiến Kỷ Chi Kiếm Hiệp Truyền Kỳ  | Ngọc Vô Tâm / Tiểu Ngọc            | Vai chính |
| 2016 | Cát Tường Thiên Bảo                                    | 吉祥天宝                 | Lucky Tianbao                           |                                            | Dương Nhược Nam                    | Vai chính |
| 2016 | Lão Cửu Môn                                            | 老九门                   | The Mystic Nine                         |                                            | Doãn Tân Nguyệt                    | Vai chính |
| 2016 | Thanh Vân Chí                                          | 青云志                   | Noble Aspirations                       |                                            | Bích Dao                           | Vai chính |
| 2016 | Yên Chi                                                | 胭脂                     | Rookie Agent Rouge                      |                                            | Lam Yên Chi                        | Vai chính |
| 2016 | Hoan Hỉ Mật Thám                                       | 欢喜密探                 | Happy Mitan                             |                                            | Tiểu Thúy                          | Khách mời |
| 2016 | Thanh Vân Chí 2                                        | 青云志Ⅱ                  | Noble Aspirations 2                     |                                            | Bích Dao                           | Vai chính |
| 2017 | Sở Kiều Truyện                                         | 特工皇妃楚乔传           | Princess Agents                         | Đặc Công Hoàng Phi Sở Kiều Truyện          | Kinh Tiểu Lục / Tinh Nhi / Sở Kiều | Vai chính |
| 2018 | Thời Gian Tươi Đẹp Của Anh Và Em                       | 你和我的倾城时光         | Our Glamorous Time                      | Nhĩ Hoạ Ngã Đích Khuynh Thành Thời Quang   | Lâm Thiển                          | Vai chính |
| 2018 | Minh Lan Truyện                                        | 知否？知否？应是绿肥红瘦 | The Story of Minglan                    | Tri phủ? Tri phủ? Ứng thị lục phì hồng sấu | Thịnh Minh Lan                     | Vai chính |
| 2020 | Hữu Phỉ                                                | 有翡                     | Legend of Fei                           |                                            | Chu Phỉ                            | Vai chính |
| 2021 | Mê vụ kịch trường (Phần "Ai là hung thủ")              | 谁是凶手                 | Who Is The Murderer ?                   |                                            | Thẩm Vũ                            | Vai chính |
| 2021 | Lý Tưởng Chiếu Rọi Trung Quốc - phần Cánh đồng hi vọng |                          |                                         |                                            | Lôi Kim Ngọc                       | Vai chính |
| 2022 | Hạnh Phúc đến Vạn Gia                                  | 幸福到万家               | The Story of Xing Fu                    |                                            | Hà Hạnh Phúc                       | Vai chính |
| 2022 | Dã Man Sinh Trưởng (Gió Thồi Bán Hạ)                   | 野蛮生长                 | Wild Bloom                              |                                            | Hứa Bán Hạ                         | Vai chính |
|      | Dữ Phượng Hành                                         | 与凤行                   | The Legend of Shen Li                   |                                            | Thẩm Ly                            | Vai chính |

### Phim điện ảnh
| Năm phát sóng | Tựa đề                           | Tựa tiếng Trung    | Tựa tiếng Anh                  | Tên khác                                                   | Vai diễn                                 | Vai trò   |
| ------------- | -------------------------------- | ------------------ | ------------------------------ | ---------------------------------------------------------- | ---------------------------------------- | --------- |
| 2007          | Mẫu Đan Các Phiêu Hành Thiên Hạ  | 镖行天下之牡丹阁   | Mudan Pavilion                 | Phiêu Hành Thiên Hạ Chi Mẫu Đơn Các                        | Tiểu Hồng                                | Vai phụ   |
| 2008          | Mười Dũng Sĩ Núi Mã Thạch        | 马石山十勇士       | Ten Warriors in Mashi Mountain | Mã Thạch Sơn Thập Dũng Sĩ                                  | Anh Tử                                   | Vai chính |
| 2008          | Yêu Giết Cửu Hà Đường            | 爱杀九河堂         | Love Killed Nine River Hall    | Ái Sát Cửu Hà Đường                                        | U Lan                                    | Vai chính |
| 2013          | Cung Tỏa Trầm Hương              | 宫锁沉香           | The Palace                     |                                                            | Lưu Ly                                   | Vai chính |
| 2014          | Nhất Lộ Kinh Hỉ                  | 一路惊喜           | Crazy New Year's Eve           |                                                            | Lý Na Na                                 | Vai chính |
| 2016          | Thử Thách Cực Hạn                | 极限挑战之皇家宝藏 | Royal Treasure                 | Cực Hạn Khiêu Chiến Chi Hoàng Gia Bảo Tàng                 | Bách Hoa Công chúa                       | Vai phụ   |
| 2016          | Công Thức Tình Yêu Của Nữ Hán Tử | 女汉子完美恋人     | The Rise of a Tomboy           | Nữ Hán Tử Chân Ái Công Thức / Nữ Hán Tử Hoàn Mỹ Luyến Nhân | Hà Tu Vũ                                 | Vai chính |
| 2016          | Mười năm của chúng ta            | 我们的十年         | Days of Our Own                | Ngã Môn Đích Thập Niên                                     | Trương Tĩnh Y                            | Vai chính |
| 2017          | Đạp gió rẽ sóng                  | 乘风破浪           | Duckweed                       | Thừa Phong Phá Lang                                        | Ngưu Ái Hoa / Tiểu Hoa / Trương Tố Trinh | Vai chính |
| 2017          | Sáu Năm Sáu Ngày                 | 六年，六天         | Six Years, Six Days            | Lục Niên, Lục Thiên                                        |                                          | Khách mời |
| 2017          | Mật Chiến                        | 密战               | Eternal Wave                   |                                                            | Hạ Lan Phương                            | Vai chính |
| 2018          | Tây Du Ký 3: Nữ Nhi Quốc         | 西遊記之女兒國     | The Monkey King 3              | Tây Du Ký Chi Nữ Nhi Quốc                                  | Quốc Vương Nữ Nhi Quốc                   | Vai chính |

### Lồng tiếng
| Năm phát sóng | Tựa đề                      | Tựa tiếng Trung | Tựa tiếng Anh            | Tên khác                                          | Vai                                     |
| ------------- | --------------------------- | --------------- | ------------------------ | ------------------------------------------------- | --------------------------------------- |
| 2021          | Raya và rồng thần cuối cùng | 寻龙传说        | Raya and the Last Dragon | Tầm Long Sứ Giả: Lạp Nha / Tầm Long Truyền Thuyết | Lồng tiếng nhân vật Raya bản Trung Quốc |

### Phim ngắn
| Năm  | Tựa tiếng Việt               | Tựa tiếng Trung  | Tựa tiếng Anh         | Tên khác                                        | Vai diễn                                    | Bạn diễn     | Đạo diễn      | Ghi chú                             |
| ---- | ---------------------------- | ---------------- | --------------------- | ----------------------------------------------- | ------------------------------------------- | ------------ | ------------- | ----------------------------------- |
| 2006 | Quỵ Tộc Thiên                | 跪族篇           | Gui Zu Pian           |                                                 | Nữ chính cuộc thi "Yahoo tìm kiếm ngôi sao" |              |               |                                     |
| 2017 | Ai yêu bạn nhất              | 谁最爱你         | Who Love You The Most | Thuỳ Tối Ái Nhĩ / Tầm Trảo Tối Ái Nhĩ Đích Nhân |                                             |              | Cù Hữu Ninh   |                                     |
| 2017 | Tình yêu hoa nhài            | 茉莉之恋         | Love of Jasmine       | Mạt Lê Chi Luyến                                |                                             | Dương Dương  |               |                                     |
| 2017 | Vong Ưu Tửu Quán 2           | 忘忧酒馆Ⅱ·相思门 | Wang You Jiu Guan 2   | Vong Ưu Tửu Quán Chi Tương Tư Môn               |                                             | Lâm Canh Tân | Lỗ Thiên Hàng | Quảng cáo game Kiếm Hiệp Tình Duyên |
| 2017 | Vong Ưu Trấn                 | 忘忧镇           | Lost Town             |                                                 |                                             | Lâm Canh Tân |               | Quảng cáo game Kiếm Hiệp Tình Duyên |
| 2018 | Huyễn Li Lục                 | 幻狸录           | The Real Illusion     |                                                 |                                             |              | Trình Nhiên   |                                     |
| 2018 | Biểu diễn đẹp nhất: Tạm biệt | 最美表演·再见    | Goodbye               | Tối Mỹ Biểu Diễn: Tái Kiến                      |                                             | Hoàng Hiên   | Lộ Dương      |                                     |
| 2018 |                              | Bobo Snap        |                       |                                                 |                                             |              |               |                                     |
| 2018 | Vong Ưu Tửu Quán 3           | 忘忧酒馆3        | Wang You Jiu Guan 3   |                                                 |                                             | Lâm Canh Tân |               |                                     |

## Âm nhạc

### Nhạc phim (OST)
| Năm  | Ca khúc              | Ca khúc      | Phim                                                          | Thể hiện với                                    |
| Năm  | Tiếng Việt           | Tiếng Trung  | Phim                                                          | Thể hiện với                                    |
| ---- | -------------------- | ------------ | ------------------------------------------------------------- | ----------------------------------------------- |
| 2011 | Nhất Kiến Chung Tình | 一見鍾情     | Tân Hoàn Châu Cách Cách                                       | Lý Thạnh - Hải Lục                              |
| 2011 | Từ Khi Có Em         | 自從有了你   | Tân Hoàn Châu Cách Cách                                       | Lý Thạnh - Hải Lục                              |
| 2011 | Khi                  | 當           | Tân Hoàn Châu Cách Cách                                       | Lý Thạnh - Trương Duệ - Lý Giai Hàng - Lộ Hoành |
| 2013 | Tâm Tình             | 心情         | Lục Trinh Truyền Kỳ                                           | Trần Hiểu                                       |
| 2015 | Không Thể Nói        | 不可说       | Hoa Thiên Cốt                                                 | Hoắc Kiến Hoa                                   |
| 2015 | Mười Năm             | 十年         | Mười Năm Của Chúng Ta                                         | Solo                                            |
| 2015 | Bạn là thần tượng    | 你是偶像     | Thần tượng đến rồi                                            | Thần tượng đến rồi (UP IDOL)                    |
| 2015 | Loạn Thế Câu Diệt    | 乱世俱灭     | Thục Sơn Chiến Kỷ Kiếm Hiệp Truyền Kỳ                         | Hứa Chí An                                      |
| 2015 | Ta Chưa Từng Tồn Tại | 我从来不存在 | Thục Sơn Chiến Kỷ Kiếm Hiệp Truyền Kỳ                         | Solo                                            |
| 2016 | Tâm Niệm             | 心念         | Yên Chi                                                       | Solo                                            |
| 2017 | Vọng                 | 望           | Sở Kiều Truyện                                                | Trương Bích Thần                                |
| 2018 | Thật ư? Thật ư?      | 知否知否     | Thật ư? Thật ư? Phải là hồng phai xanh thắm (Minh Lan Truyện) | Phùng Thiệu Phong                               |

### Ca khúc thể hiện trong các chương trình
| Năm  | Ca Khúc                 | Ca Khúc         | Nghệ sĩ          | Chương trình                                                          |
| Năm  | Tiếng Việt              | Tiếng Trung     | Nghệ sĩ          | Chương trình                                                          |
| ---- | ----------------------- | --------------- | ---------------- | --------------------------------------------------------------------- |
| 2013 | Tâm Tình                | 心情            | Trần Hiểu        | Đêm trung thu đài Hồ Nam                                              |
| 2014 | Kịch mộng Trung Quốc    | 剧梦中国        | Trần Vỹ Đình     | Quốc kịch thịnh điển                                                  |
| 2015 | Người Tuyết             | 雪人            | Solo             | Đêm nhạc hội mừng Xuân 2016 đài Đông Phương                           |
| 2015 | Quật Cường              | 倔強            | Trương Nghệ Hưng | Đêm nhạc hội mừng Xuân 2016 đài Đông Phương                           |
| 2016 | Không Thể Nói           | 不可说          | Solo             | Đêm nhạc hội mừng Xuân người Hoa Kiều trên toàn thế giới (đài Hồ Nam) |
| 2016 | Không Thể Nói           | 不可说          | Solo             | Liên hoan phim quốc tế Thượng Hải (Bạch Ngọc Lan)                     |
| 2016 | May mắn bé nhỏ          | 小幸運          | Solo             | Đêm nhạc hội mừng Xuân 2017 đài Đông Phương                           |
| 2016 | Chạy trốn đến mặt trăng | 私奔到月球      | Trương Kế Khoa   | Đêm nhạc hội mừng Xuân 2017 đài Đông Phương                           |
| 2017 | Nhớ Người (Miss You)    | 想你 (Miss You) | Ngô Diệc Phàm    | Đêm nhạc hội mừng Xuân 2018 đài Giang Tô                              |

### Video âm nhạc - Đĩa đơn
| Năm  | Ca Khúc           | Ca Khúc         | Nghệ sĩ                       |
| Năm  | Tiếng Việt        | Tiếng Trung     | Nghệ sĩ                       |
| ---- | ----------------- | --------------- | ----------------------------- |
| 2016 | Vai Diễn Trọn Đời | 終生角色        | Quan Trí Bân                  |
| 2017 | Nhớ Người         | 想你 (Miss You) | Triệu Lệ Dĩnh & Ngô Diệc Phàm |

## Chương trình truyền hình
| Năm  | Chương trình                    | Phim                                       | Khách mời khác |
| ---- | ------------------------------- | ------------------------------------------ | --- |
| 2011 | Happy Camp Hoa Sương            | Tân Hoàn Châu Cách cách                    | |
| 2013 | Happy Camp                      | Lục Trinh truyền kỳ                        | |
| 2013 | Nam Tả Nữ Hữu                   |                                            | Trần Hiểu |
| 2014 | Happy camp                      | Bí mật của người vợ                        | |
| 2014 | Chúng ta đều thích cười         | Bí mật của người vợ                        | Lưu Khải Uy |
| 2014 | Phỏng vấn siêu cấp              | Bí mật của người vợ                        | Đinh Tử Tuấn |
| 2014 | Happy Camp                      | Truy ngư truyền kỳ                         | |
| 2014 | Running man                     | Tập 12 (Mùa 1)                             | |
| 2014 | Trò chuyện cùng Lỗ Dự           |                                            | |
| 2015 | Happy Camp                      | Hoa Thiên Cốt                              | Hoắc Kiến Hoa, Tưởng Hân, Lý Thuần, Mã Khả, Trương Đan Phong                                                               |
| 2015 | Thần tượng đến rồi              |                                            | Lâm Thanh Hà, Chu Ân, Thái Thiếu Phân, Ninh Tịnh, Tạ Na, Cổ Lực Na Trát, Trương Hàm Vận, Âu Dương Na Na, Hà Cảnh, Uông Hàm |
| 2015 | Happy Camp                      | Thục Sơn chiến kỷ                          | Trần Vỹ Đình, Ngô Kỳ Long, Lâm Chí Dĩnh, Cao Viên Viên,...                                                                 |
| 2015 | 12 đạo phong vị                 | Tập 7 (Mùa 2)                              | Lý Vân Địch |
| 2016 | Happy Camp                      | Hoa Thiên cốt (những phân đoạn bị cắt)     | |
| 2016 | Happy Camp                      | Thục Sơn chiến kỷ (những phân đoạn bị cắt) | |
| 2016 | Happy Camp                      |                                            | Trần Vỹ Đình, Vương Tử Văn, Jessica Jung...                                                                                |
| 2016 | Trò chuyện cùng Kim Tinh        |                                            | |
| 2017 | Hướng về cuộc sống              | Tập 13, Tập 14 (Mùa 1)                     | Tạ Na |
| 2017 | 72 tầng kỳ lâu                  |                                            | Ngô Diệc Phàm, Ngô Lỗi, Nhậm Đạt Hoa, Vương Tiểu Lợi                                                                       |
| 2017 | Happy Camp                      | Kỷ niệm 20 năm Happy Camp                  | Trần Vỹ Đình, Hoàng Tử Thao, Âu Dương Na Na, Ngưu Tuấn Phong                                                               |
| 2020 | Nhà hàng trung hoa 2020         |                                            | Huỳnh Hiểu Minh, Triệu Lệ Dĩnh, Trương Lượng, Lâm Thuật Nguy và Lý Hạo Phi.                                                |
| 2021 | Xin nhờ tủ lạnh mùa 7 Go Fridge |                                            | Hà Cảnh, Vương Gia Nhĩ, Ngô Lỗi                                                                                            |

## Quảng cáo, đại diện, đại ngôn thương vụ
| Năm  | Nhãn hiệu quảng cáo                                                     | Quảng cáo với     |
| ---- | ----------------------------------------------------------------------- | ----------------- |
| 2006 | Quy Tộc Thiên                                                           |                   |
| 2006 | Người phát ngôn web Nhã Hổ                                              |                   |
| 2007 | Dầu Ngọc Lan                                                            |                   |
| 2008 | Mỹ phẩm CATHY                                                           |                   |
| 2012 | Nhãn hiệu giày dép Quý Tiểu Thư                                         |                   |
| 2012 | Bộ Bộ Danh Nhất Bộ Danh Hài Nghiệp                                      |                   |
| 2012 | Hạng Kim lăng lang (kim đường tuyết Lê)(nước uống đóng chai)            |                   |
| 2014 | Socola Sister Ma Foods                                                  | Quan Trí Bân      |
| 2014 | Tissot                                                                  |                   |
| 2014 | Đại diện hình tượng Liên hoan phim truyền hình Kim Ưng                  |                   |
| 2014 | Disneyland                                                              |                   |
| 2015 | Mobile Sohu ver 3.0                                                     |                   |
| 2015 | Hình tượng đại diện cho WVA: cuộc thi toàn cầu của điện tử VR           |                   |
| 2015 | AQUAIR mật ngữ của nước                                                 |                   |
| 2015 | Giày Phạm Bất Phàm                                                      |                   |
| 2015 | Game Long Môn Hổ Tướng                                                  |                   |
| 2015 | Sữa chua lên men Quân Sướng - Quân Lạc Bảo                              |                   |
| 2015 | Điện thoại di động Ivvi K1                                              |                   |
| 2015 | Game Hoa Thiên Cốt                                                      |                   |
| 2016 | Điện thoại di động IVVI I3 cực mỏng cực nhanh                           |                   |
| 2016 | Son môi Chando                                                          |                   |
| 2016 | Mỹ phẩm PURE&MILD                                                       |                   |
| 2016 | Mascara Chando                                                          |                   |
| 2016 | Sohu Tin Tức                                                            |                   |
| 2016 | Xe máy điện Tân nhật                                                    |                   |
| 2016 | BVS Khiết Đình                                                          |                   |
| 2016 | Game Thanh Vân Chí trên điện thoại                                      |                   |
| 2016 | Kính mắt LTM                                                            |                   |
| 2016 | Game Thanh Vân Chí trên web                                             |                   |
| 2016 | Nội y Mùa xuân lãng mạn                                                 |                   |
| 2016 | Thực phẩm Mã đại tỷ                                                     |                   |
| 2016 | Thực phẩm Lãng Lệ                                                       |                   |
| 2016 | Đại diện phát ngôn IQIYI VIP                                            |                   |
| 2016 | Đại sứ du lịch tỉnh Hà Bắc                                              |                   |
| 2016 | Máy chiếu JMGO G3                                                       |                   |
| 2017 | Xtep (Giày thể thao và thời trang thể thao - Đặc bước 特步)             |                   |
| 2017 | Trà hoa nhài Khang Sư Phụ                                               | Dương Dương       |
| 2017 | Laptop ASUS                                                             |                   |
| 2017 | Khăn giấy cao cấp Lý Văn (Lee & Man)                                    |                   |
| 2017 | Kem đánh răng SAYCLO (tập đoàn KANS)                                    |                   |
| 2017 | QUNAR.COM                                                               |                   |
| 2017 | Game Tân Quả Tiêu Tiêu Tiêu                                             |                   |
| 2017 | Game Kiếm Hiệp Tình Duyên                                               | Lâm Canh Tân      |
| 2017 | MeiTuan WaiMai                                                          | Dương Dương       |
| 2017 | Socola Dove                                                             |                   |
| 2017 | Mỹ phẩm HANAMINO                                                        |                   |
| 2017 | Mỹ phẩm WETCODE                                                         |                   |
| 2017 | Vatti (toàn dòng)                                                       |                   |
| 2017 | Đại sứ Dior khu vực Trung Quốc                                          |                   |
| 2017 | Bánh que Pocky (thuộc Glico)                                            |                   |
| 2017 | Đại sứ hình tượng trang sức châu báu Chow Tai Fook (Chu Đại Phúc)       |                   |
| 2017 | Đại sứ ưu nhã Longines (Đại sứ toàn cầu dòng đồng hồ đeo tay nữ Record) |                   |
| 2017 | Dòng điện thoại Huawei Honor V10                                        |                   |
| 2017 | Đại diện phát ngôn IQIYI VIP                                            |                   |
| 2018 | Sữa chua uống Chân Quả Lạp (thuộc Mengniu)                              | Lý Dịch Phong     |
| 2018 | OMO                                                                     |                   |
| 2019 | H&M khu vực Châu Á Thái Bình Dương                                      | Phùng Thiệu Phong |
| 2019 | Bánh kẹo Từ Phúc Kí                                                     |                   |
| 2020 | Pizza Hut                                                               |                   |
| 2020 | Sữa Thuần Chân                                                          |                   |
| 2020 | Đại diện hãng thiết kế nội thất cao cấp Shangpin Home                   |                   |
| 2020 | L'occitane dòng dưỡng thể và dưỡng tóc toàn cầu                         |                   |
| 2020 | DIOR trang sức                                                          |                   |
| 2020 | Tencent Video                                                           |                   |
| 2020 | Đại diện Thương hiịuu Shangpin House                                    |                   |
| 2020 | Đại diện dòng Body & hair L'Occitane en Provence                        |                   |
| 2020 | Đại diện thương hiệu Haoxiangni (Health Foood)                          |                   |
| 2021 | Đại sứ thương hiệu Nars Cosmetics                                       |                   |
|      | Dior skincare                                                           |                   |
| 2022 | Christian Louboutin Makeup                                              |                   |
|      | Sản phẩm chăm sóc răng miệng Vân Nam Bạch Dược                          |                   |

## Đại sứ công ích
| Thời gian  | Đại sứ công ích                                                    | Ghi chú |
| ---------- | ------------------------------------------------------------------ | ------- |
| 21/09/2016 | Đại sứ hình tượng du lịch tỉnh Hà Bắc                              |         |
| 23/04/2019 | Đại sứ tuyên truyền toàn dân đọc sách Thư viện quốc gia Trung Quốc |         |
| 13/05/2020 | Đại sứ từ thiện trợ giúp tỉnh Hồ Bắc                               |         |
| 01/11/2020 | Sứ giả tuyên truyền Phòng cháy chữa cháy Trung Quốc                |         |

## Tượng sáp Madame Tussauds
| Năm  | Bảo tàng                    | Hình tượng                                |
| ---- | --------------------------- | ----------------------------------------- |
| 2017 | Madame Tussauds Bắc Kinh    | Nữ hoàng Weibo 2016                       |
| 2018 | Madame Tussauds Vũ Hán      | Nữ hoàng Weibo 2016                       |
| 2018 | Madame Tussauds Trùng Khánh | Sở Kiều - Sở Kiều truyện (phim)           |
| 2018 | Madame Tussauds Thượng Hải  | Minh Lan & Cố Đình Diệp - Minh Lan Truyện |
| 2019 | Madame Tussauds Trùng Khánh | Minh Lan & Cố Đình Diệp - Minh Lan Truyện |

## Giải thưởng và đề cử
| Năm  | Giải Thưởng                                                  | Hạng Mục                                                        | Tác Phẩm Đề Cử           | Kết Quả   | Ghi Chú                |
| ---- | ------------------------------------------------------------ | --------------------------------------------------------------- | ------------------------ | --------- | ---------------------- |
| 2006 | Search Star Game                                             |                                                                 |                          | Đoạt giải |                        |
| 2009 | Chinese Creative Short Video Awards                          | Most Popular Actress                                            |                          | Đoạt giải |                        |
| 2013 | Youku Young Choice Awards                                    | Most Popular Actress (Mainland China)                           | Lục Trinh Truyền Kỳ      | Đoạt giải |                        |
| 2013 | 4th LeTV Film & TV Awards                                    | Most Popular Actress (TV)                                       | Lục Trinh Truyền Kỳ      | Đoạt giải |                        |
| 2013 | 4th China TV Drama Awards                                    | Best New Actress                                                | Lục Trinh Truyền Kỳ      | Đoạt giải |                        |
| 2013 | 4th China TV Audience Festival                               | Favorite Artist                                                 |                          | Đoạt giải |                        |
| 2013 | Young Choice Award (Tudou Awards)                            | Nữ diễn viên Đại Lục được yêu thích nhất                        |                          | Đoạt giải |                        |
| 2013 | Quốc kịch thịnh điển 2013                                    | Nữ diễn viên được yêu thích nhất                                |                          | Đoạt giải |                        |
| 2014 | Giải Kim Ưng Lần Thứ 10                                      | Nữ thần Kim Ưng 2014                                            |                          | Đoạt giải |                        |
| 2014 | Quốc kịch thịnh điển 2014                                    | Nữ diễn viên nổi tiếng nhất Đại Lục                             |                          | Đoạt giải |                        |
| 2014 | Đêm Hội iQiyi Lần Thứ 3                                      | Most Popular Actress                                            | Sam Sam Tới Rồi          | Đoạt giải |                        |
| 2014 | 6th China TV Drama Awards                                    | Most Popular Actress (Mainland China)                           | Sam Sam Tới Rồi          | Đoạt giải |                        |
| 2014 | Giải Hoa Đỉnh Lần Thứ 13                                     | Best New Actress                                                | Lục Trinh Truyền Kỳ      | Đề cử     |                        |
| 2015 | Sina Weibo Night 2014                                        | Weibo Queen                                                     |                          | Đoạt giải |                        |
| 2015 | Quốc Kịch Thịnh Điển 2015                                    | Diễn viên thu hút người xem nhất Nhân vật có cống hiến nhất năm |                          | Đoạt giải |                        |
| 2015 | 6th Macau International Television Festival                  | Best Actress                                                    | Hoa Thiên Cốt            | Đoạt giải |                        |
| 2015 | Weibo Awards Ceremony                                        | Weibo Goddess                                                   | Sam Sam Tới Rồi          | Đoạt giải |                        |
| 2015 | Đêm Hội iQiyi Lần Thứ 4                                      | Most Popular Actress                                            |                          | Đoạt giải |                        |
| 2015 | Powerstar Award Ceremony                                     | Most Popular Actress                                            |                          | Đoạt giải |                        |
| 2015 | 2nd The Actors of China Award Ceremony                       | Best Actress (Emerald)                                          | Hoa Thiên Cốt            | Đoạt giải |                        |
| 2015 | 7th China TV Drama Awards                                    | Special Contribution Award                                      |                          | Đoạt giải |                        |
| 2015 | 7th China TV Drama Awards                                    | Actress with the Most Ratings Appeal                            |                          | Đoạt giải |                        |
| 2016 | Giải thưởng Văn Vinh                                         | Nữ diễn viên xuất sắc nhất                                      | Lão Cửu Môn              | Đoạt giải |                        |
| 2016 | Bảng Phong Vân                                               | Nhân vật mơ ước Trung Quốc 2016                                 |                          | Đoạt giải |                        |
| 2016 | Weibo Awards Ceremony                                        | Most Popular Actress                                            |                          | Đoạt giải |                        |
| 2016 | Weibo Awards Ceremony                                        | Weibo Queen                                                     |                          | Đoạt giải |                        |
| 2016 | Tencent Star App                                             | Most Popular Actress                                            |                          | Đoạt giải |                        |
| 2016 | Chengdu Economic Daily Readers' Reputation Ranking           | Television Actress of the Year                                  |                          | Đoạt giải |                        |
| 2016 | Chinese Campus Art Glory Festival                            | Most Popular Actress                                            |                          | Đoạt giải |                        |
| 2016 | Đêm Hội iQiyi Lần Thứ 5                                      | Artist of the Year                                              | Lão Cửu Môn              | Đoạt giải |                        |
| 2016 | Baidu Moments Press Conference                               | Most Commercially Valuable Female Artist                        |                          | Đoạt giải |                        |
| 2016 | 10th Tencent Video Star Awards                               | Most Popular TV Actress                                         | Thanh Vân Chí            | Đoạt giải |                        |
| 2016 | Giải Hoa Đỉnh Lần Thứ 19                                     | Best Actress (Contemporary Drama)                               | Thực Tập Sinh Cố Lên     | Đề cử     |                        |
| 2016 | Giải Hoa Đỉnh Lần Thứ 19                                     | Best Actress (Ancient Drama)                                    | Hoa Thiên Cốt            | Đề cử     |                        |
| 2016 | Giải Bạch Ngọc Lan Lần Thứ 22                                | Best Actress                                                    | Hoa Thiên Cốt            | Đề cử     |                        |
| 2016 | Giải thưởng truyền hình Kim Ưng Trung Quốc Lần Thứ 28        | Best Actress                                                    | Hoa Thiên Cốt            | Đoạt giải |                        |
| 2016 | 11th China Golden Eagle TV Art Festival                      | Most Popular Actress                                            | Hoa Thiên Cốt            | Đề cử     |                        |
| 2016 | 3rd Asia Rainbow TV Awards                                   | Best Actress (Ancient Drama)                                    | Hoa Thiên Cốt            | Đề cử     |                        |
| 2016 | 3rd Hengdian Film and TV Festival of China                   | Best Actress                                                    | Lão Cửu Môn              | Đoạt giải |                        |
| 2017 | Giải Hoa Đỉnh Lần Thứ 22                                     | Best Actress                                                    | Lão Cửu Môn              | Đề cử     |                        |
| 2017 | LHP Điện Ảnh Sinh Viên Bắc Kinh Lần Thứ 24                   | Favorite Actress                                                | Đạp gió rẽ sóng          | Đoạt giải |                        |
| 2017 | 8th Macau International Television Festival                  | Best Actress                                                    | Sở Kiều Truyện           | Đề cử     |                        |
| 2017 | 2nd China Quality Television Drama Ceremony                  | Most Talented Actress                                           | Yên Chi                  | Đoạt giải |                        |
| 2017 | 2nd Weibo Movie Awards Ceremony                              | Most Anticipated Film Pairing                                   | Tây Du Ký 3: Nữ Nhi Quốc | Đoạt giải | cùng Phùng Thiệu Phong |
| 2017 | Đêm Hội iQiyi Lần Thứ 6                                      | Goddess Award                                                   |                          | Đoạt giải |                        |
| 2017 | 11th Tencent Video Star Awards                               | Television Actress of the Year                                  | Sở Kiều Truyện           | Đoạt giải |                        |
| 2017 | 24th Cosmo Beauty Ceremony                                   | Beautiful Idol of the Year                                      |                          | Đoạt giải |                        |
| 2018 | 9th China Film Director's Guild Awards                       | Best Actress                                                    | Đạp gió rẽ sóng          | Đề cử     |                        |
| 2018 | Đêm Hội iQiyi Lần Thứ 7                                      | Goddess Award                                                   |                          | Đoạt giải |                        |
| 2018 | Phong Vân Thịnh Điển - Mobile Video Festival 2017            | Nhân vật có sức ảnh hưởng trên Mobile Video 2017                |                          | Đoạt giải |                        |
| 2019 | LHP Truyền Hình Thượng Hải Lần Thứ 25                        | Best Actress                                                    | Minh Lan Truyện          | Đề cử     |                        |
| 2019 | Giải Hoa Đỉnh Lần Thứ 25                                     | Best Actress (Historical drama)                                 | Minh Lan Truyện          | Đề cử     |                        |
| 2019 | Golden Bud - The Fourth Network Film And Television Festival | Best Actress                                                    | Minh Lan Truyện          | Đề cử     |                        |
| 2019 | 6th The Actors of China Award Ceremony                       | Best Actress (Emerald Category)                                 | Minh Lan Truyện          | Đề cử     |                        |
| 2019 | Tencent Video All Star Awards                                | Most Commercially Valuable Artist                               |                          | Đoạt giải |                        |
| 2019 | Tencent Video All Star Awards                                | VIP Star                                                        |                          | Đoạt giải |                        |
| 2020 | Weibo Awards Ceremony                                        | Influential Actor of the Year                                   |                          | Đoạt giải |                        |
| 2020 | China Literature Awards Ceremony                             | Actress of the Year                                             |                          | Đoạt giải |                        |
| 2020 | Giải thưởng truyền hình Kim Ưng Trung Quốc Lần Thứ 30        | Best Actress                                                    | Minh Lan Truyện          | Đề cử     |                        |
| 2020 | Giải thưởng truyền hình Kim Ưng Trung Quốc Lần Thứ 30        | Audience's Choice for Actress                                   | Minh Lan Truyện          | Đoạt giải |                        |
| 2020 | Duyệt Văn Thịnh Điển                                         | Nữ diễn viên siêu cấp phong vân                                 |                          | Đoạt giải |                        |
| 2020 | 14th Tencent Video Star Awards                               | Nghệ sĩ Có sức ảnh hưởng của năm 2020                           |                          | Đoạt giải |                        |
| 2020 | 14th Tencent Video Star Awards                               | Ngôi sao Vip của Tencent                                        |                          | Đoạt giải |                        |
| 2020 | Đêm hội Tinh động Douyin 2021                                | Nữ diễn viên được hoan nghênh nhất năm                          |                          | Đoạt giải |                        |
| 2020 | Baidu                                                        | Diễn viên có ảnh hưởng nhất năm 2020                            |                          | Đoạt giải |                        |
| 2021 | Đêm Hội Weibo 2021                                           | Diên viên thực lực của năm                                      |                          | Đoạt giải |                        |

### Giải thưởng khác
- Bảng Nhân vật (nữ diễn viên) của Lễ kỷ niệm 60 năm truyền hình Trung Quốc do Tổ chức xã hội phát hành điện ảnh truyền hình Trung Quốc liên hợp với Hội ủy Hội diễn viên Trung Quốc bình chọn
- Đề cử nữ diễn viên của năm 2017 do Hiệp hội đạo diễn điện ảnh Trung Quốc bình chọn.

### Forbes China Celebrity 100
| Year | Rank | Ref.  |
| ---- | ---- | ----- |
| 2014 | 80th | [ 2 ] |
| 2015 | 43rd | [ 3 ] |
| 2017 | 4th  | [ 4 ] |
| 2019 | 15th | [ 5 ] |
| 2020 | 7th  | [ 6 ] |
| 2021 | 7th  | [ 7 ] |

## Chức vụ
| Thời gian  | Chức vụ                                        |
| ---------- | ---------------------------------------------- |
| 21/11/2016 | Phó Tổng Tài công ty kỹ thuật khoa học Nhất Hạ |